# Електронска индустрија Ниш
Електронска индустрија Ниш (Еи Ниш), или само стилизовано Ei, било је српско предузеће за производњу потрошачке електронике. Формирањем Института за производњу радио-опреме и рендгенских апарата 1948. настаје и ова компанија. У саставу компаније налази се више зависних предузећа из Ниша, Београда и других градова Србије. Електронска индустрија Ниш је у поступку реструктурисања и приватизације (2006—2008. године), тако да је један број предузећа приватизован а један број је у поступку приватизације; неколико их је већ у стечају или у поступку ликвидације.
До скоро је ова фирма била једна од ретких у свету која је производила електронске цеви. Више их не производи.

## Историја
Компанија је настала 1948. године под именом РР заводи Ниш и прославила се производњом рендген апарата, електронских цеви, радио-апарата и ТВ апарата.
Године 1950. на основу тадашњих закона предузеће „Заводи РР” предато је на управљање радницима и о томе сведочи табла на згради холдинга „Ei”.

Први радио уређај је произведен 1951. године.
Најуспешнији период пословања је био од 1965. до 1980. године. У то време је ЕИ имала погоне у Нишу, Београду, Сврљигу, Житорађи, Алексинцу, Ђевђелији (Македонија), Србу (Хрватска), око 50 фабрика са 28.000 радника и годишњи бруто производ од око 700 милиона долара. Електронска индустрија је у то време имала велики асортиман производа широке потрошње за домаће потребе, војску и извоз. Производили су се апарати и уређаји у великим серијама: радио-апарати, звучници, појачала, системи за озвучење, рачунари, електрична бројила, машине за прање веша, машине за прање судова, обичне пегле, „роло” пегле, црно-бели и телевизори у боји, телефони, телефонске централе, ВФ уређаји, радио-станице, железничка сигнализација, семафори и пратећа опрема, уређаји специјалне намене за потребе војске и милиције, штампана електронска кола, индустријска електроника, ауто-електроника, рендген апарати, медицински уређаји, колор катодне цеви, електронске цеви, клима уређаји, картонска амбалажа, пластична галантерија, феромагнетни материјали, отпорници, кондензатори, механички делови уређаја, полупроводнички елементи...
У октобру 1983. је остварена велика инвестиција, фабрика катодних цеви, вредна 2,3 милијарде динара, у сарадњи са РИ Загреб, Искром и још стотину робних кућа, банака и радних организација.
Од 1991. године почиње пад Електронске индустрије Ниш; од тада се губици почињу нагомилавати, броја радника смањивати а производња опадати. Од 2000. године када је у предузећима (друштвени капитал) било око 10.000 радника, почиње приватизација перспективних предузећа и стечај оних нерентабилних.
Већ 2009. године број радника у неприватизованим предузећима (и оним која су била пред стечајем) био је око 1000. Средином 2010. године је остало око 100 радника у предузећима са већинским друштвеним (државним) капиталом.
Кроз приватизацију и стечајни поступак у кругу ЕИ 2010. године је пословало преко 30 предузећа разних профила.
У периоду 2009—2010. године руководство ЕИ покушава са органима власти (град и република) да у кругу бивше Електронске индустрије оживи производњу и зачне нова предузећа („Технолошки парк”, „Бесцаринска зона” итд.).
Дана 13. септембра 2013. године, због блокираног рачуна Привредни суд у Нишу покренуо је претходни стечајни поступак за корпорацију „Ei”. Октобра месеца 2013. године, уплаћена су потребна средства а стечајни поступак тиме обустављен.
Дана 28.09.2016.године Привредни суд у Нишу покренуо је стечајни поступак "Холдинг корпорације Еи АД Ниш".

## Зависна предузећа
Од оснивања компанија је преживела разне реформе, реорганизације, поделе, реструктурисања, интеграције и усаглашавања са законом. Тако су унутар компаније настајала и нестајала зависна предузећа: основне организације (ООУР), сложене организације (СОУР) и организације удруженог рада (ОУР), АД, ДД, ДОО, ЈВ, подружнице...
Предузећа су током година реструктурисана, приватизована или послата у стечај.
Предузећа која су у појединим тренуцима пословала унутар холдинг компаније „Ei” под разним називима и у разним организационим облицима (да би нека пропала и отишла у стечај а нека опстала односно била приватизована и сада успешно послују) су:
| - ЕИ Акустика Сврљиг - ЕИ Алатница Ниш - ЕИ Апарати за домаћинство Ниш - ЕИ Аутосервис Ниш - ЕИ Беоком Београд - ЕИ Веп Ниш (или ЕИ Вакуумски електронски производи Ниш) - ЕИ ВФ Земун (после приватизације „” а. д.) - ЕИ Екос едс Ниш - ЕИ Екос Ниш - ЕИ Ексим Београд - ЕИ Експоком Београд - ЕИ Елбас Земун - ЕИ Електромедицина Ниш - ЕИ Електропродукт Ниш - ЕИ Елком Земун (или ЕИ Авала Земун) - ЕИ Елмаг Ниш - ЕИ Енергетика и одржавање Земун - ЕИ Еуростанд Ниш - ЕИ Заштита Ниш - ЕИ Индустријска електроника Ниш - ЕИ Информатика Ниш („Техником информатика” Ниш) - ЕИ Ирин Ниш - ЕИ Истраживачко-развојни институт Београд (данас ИРИТЕЛ) - ЕИ Југорендген (или ЕИ Фабрика рендген апарата) - ЕИ Керамика Ђевђелија - ЕИ Колор катодне цеви Ниш - ЕИ Комерц Ниш - ЕИ Компоненте Ниш - ЕИ Мерни уређаји Ниш - ЕИ Метал Ниш - ЕИ Никола Тесла Земун - ЕИ Нит Ниш - ЕИ Опек Ниш | - ЕИ Пак Алексинац - ЕИ Пионир Земун - ЕИ Пластика Ниш - ЕИ Полупроводници Ниш - ЕИ Промет Ниш - ЕИ Професионална електроника Ниш - ЕИ Пупин Земун - ЕИ Радио цеви Ниш - ЕИ Рачунари Ниш - ЕИ Саставни делови Ниш - ЕИ 7. октобар Ниш - ЕИ Сервисна мрежа Београд - ЕИ Сиграф Ниш - ЕИ сова Ниш (после приватизације HDS Ниш) - ЕИ Стандард (или ЕИ УИТ Ниш) - ЕИ Телевизија Ниш - ЕИ Тест Ниш - ЕИ Транспорт и трговина Ниш - ЕИ Услуга Ниш - ЕИ Фабрика електричног ручног алата Земун - ЕИ Фабрика машина и опреме Ниш - ЕИ Фабрика машинских делова Ниш - ЕИ Фабрика радио-пријемника Ниш (или ЕИ радио-акустика) - ЕИ Фабрика сигналних уређаја Београд - ЕИ Фабрика специфичних елемената Ниш - ЕИ Фемид Бела Паланка - ЕИ Ферити Земун - ЕИ Ханивел Ниш - ЕИ Чегар Ниш - ЕИ ШКО Ниш или ЕИ Интерна банка Ниш - ЕИ Штампана кола Ниш (после приватизације „” Ниш) |

## Производи Електронске индустрије Ниш
Осамдесетих година двадесетог века Електронска индустрија Ниш је био производни гигант на територији ондашње Југославије. Велики број фабрика је у време највеће производње имао у свом производном програму веома велики број производа. У следећој "галерији" приказани су неки од производа:
- Црно бели ТВ пријемник из 1958. године
- Једна од електронских цеви у оригиналном паковању
- Радио апарат "Мелос"
- Кућно електрично "Динг-донг" звонце
- Кућни мини рачунар "Еи Пеком 64"
- Електрична роло-пегла "Роломатик 3"
- Видео касетни рекордер ДВР 5327 Д,  Еи Телевизија Ниш  , произведен деведесетих година двадесетог века у Нишу

## Директори-руководиоци
Генерални директори од 1948. године до данас:
- Боривоје Стојановић
- Мирослав-Мирко Лозовић
- Ђорђе Орлић
- Владимир Јасић
- Миодраг Апостоловић
- Драгомир Миљковић
- Љубиша Игић
- Боривоје Митровић
- Радисав Пауновић
- Војислав Митић
- Југослав Кочопељић
- Љубинка Стефановић-Младенов
- Александар Поповић